# Belemoka
Belemoka is een plaats en gemeente in Madagaskar gelegen in het district Ikongo van de regio Vatovavy-Fitovinany. Er woonden bij de volkstelling in 2001 ongeveer 13.000 mensen.
In de plaats is basisonderwijs beschikbaar. 98% van de bevolking is landbouwer. Het belangrijkste gewas is rijst, maar er wordt ook koffie, suikerriet en cassave verbouwd. 2% van de bevolking is werkzaam in de dienstensector.